# Hoża
Hoża (białorus. Гожа, wcześniej Ожа, Oża, lit. Ašiuža, Ožiai) – dawne miasto, obecnie agromiasteczko na Białorusi w rejonie grodzieńskim obwodu grodzieńskiego, centrum sielsowietu Hoża.

## Położenie geograficzne
Miejscowość położona nad rzeką Hożanką, do której wpada tu rzeczka Leśnica, niedalko od ujścia Hożanki do Niemna. 
Znajduje się przy drodze krajowej R42 (рэспубліканска дарога Р42), biegnącej z Grodna przez Nową Hożę i Hożę do białorusko-litewskiego przejścia granicznego Przewałka – Łoździeje (Priwałka – Lazdijai).

## Historia
Ok. 500 m na południe od miejscowości znajdują się ślady osadnictwa z X–VII tysiąclecia p.n.e., a u ujścia Hoży do Niemna resztki osady średniowiecznej z XI–XIV w. W XV w. miejscowość znajdowała się na terenie dóbr wielkoksiążęcych. Kazimierz Jagiellończyk ufundował tu kościół rzymskokatolicki, a Aleksander uposażył go dziesięciną w 1494 r. W trakcie wojny polsko-rosyjskiej w 1655 r. wojska carskie zniszczyły świątynię. Miejscowość była centrum starostwa niegrodowego, od 1671 r. miastem. Od 2 poł. XVII w. ziemie starostwa hoskiego dawano jako rekompensatę egzulantom z zajętych przez Rosję terenów. 
Prywatne miasto szlacheckie położone było w końcu XVIII wieku  w powiecie grodzieńskim województwa trockiego. 
Po 1795 r. w wyniku III rozbioru Polski znalazła się na obszarze Ziem Zabranych zaboru rosyjskiego (gmina Sobolany, powiat (ujezd) grodzieński kolejnych guberni: słonimskiej (1795–1797), litewskiej (1797–1802) і grodzieńskiej). W 1862 mieszkańcy Hoży wznieśli murowany kościół Świętych Apostołów Piotra i Pawła, który stał się świątynią parafii należącej do dekanatu grodzieńskiego (do 1950 r.). 
W 1920 r. wieś znajdowała się na obszarze bitwy nad Niemnem. Po pokoju ryskim (1921) stała się stolicą gminy Hoża województwa białostockiego w Rzeczypospolitej Polskiej. Według spisu powszechnego z 1921 r. w miejscowości było 96 domów. Mieszkało tu 540 osób: 267 mężczyzn, 273 kobiety. Pod względem wyznania żyło tu 535 katolików, 3 prawosławnych i 2 żydów. Wszyscy mieszkańcy deklarowali narodowość polską. 
W kampanii wrześniowej 1939 r. toczyły się tu walki polsko-niemieckie. Następnie wieś znajdowała się w składzie obwodu białostockiego Białoruskiej SRR. W l. 1941–1944 pod okupacją niemiecką (Komisariat Rzeszy Wschód). Od września 1944 r. w obwodzie grodzieńskim BSRR (od 1990 r. Republika Białorusi).

## Współczesność
Do dzisiaj w miejscowości dominują Polacy. Działa tu też parafia rzymskokatolicka pw. Świętych Apostołów Piotra i Pawła należąca do dekanatu Grodno-Zachód diecezji grodzieńskiej (pierwotny kościół z lub sprzed 1492 r., nowy wzniesiony w l. 1862–65 r.). W 2009 r. utworzono w Hoży parafię prawosławną pw. Spotkania Pańskiego.
W pobliżu usytuowany jest poligon wojskowy Gożski (полигон "Гожский").

## Zabytki
- Kościół katolicki pw. śś. Piotra i Pawła zbudowany w latach 1862–65 w stylu neogotyckim. Podczas wojny w 1944 roku został spalony, jednak wkrótce go odbudowano. W 1950 r. z zamkniętego kościoła Brygidek w Grodnie przewieziono tu ławki, wykonane w 1646 r. przez mistrza Georga Zechela. Postumenty pod krzyże ołtarzowe z 2 ćw. XVIII wieku w stylu rokokowym pochodzą z nieistniejącego kościoła karmelitów w Grodnie.